# Maria Tauberová
Maria Tauberová (28. dubna 1911 Vysoké Mýto – 16. ledna 2003 Praha) byla česká operní pěvkyně, sopranistka Národního divadla v Praze.

## Kariéra
Od devíti do pětadvaceti let žila ve Vídni, kam se rodina v roce 1919 přestěhovala. Zde studovala klavírní hru na hudební akademii u F. Rebaye a pak pokračovala na mistrovské škole. Zpěv studovala u L. Rippera, R. Eibenschützové, v letech 1933–1935 u F. Carpiho v Miláně. Pokračovala ve studiu i po přesídlení do Prahy .
Členkou Národního divadla se stala 15. listopadu 1936. Své tamní účinkování ukončila 1. září 1973. Manžel Jaroslav Krombholc byl dirigentem a šéfem opery ND.
Její doménou byly koloraturní sopránové role. Byla vynikající Zuzankou (Figarova svatba), Violetou (La traviata), Gildou (Rigoletto), Rosinou (Lazebník sevillský), Karolínou (Dvě vdovy), Barčetem (Hubička), Bystrouškou (Příhody lišky Bystroušky), Markétou (Faust a Markéta) a také první českou Natašou Rostovovou (Vojna a mír).
V období 1933 až 1935 vystupovala i v několika filmech (Jindra, U nás v Kocourkově a další). Často hostovala také v zahraničí, např. v Německu, Maďarsku, Polsku, Rakousku, Itálii a dalších zemích.

## Ocenění
- 1954 titul zasloužilá umělkyně
- 1958 Řád práce
- 1960 titul národní umělkyně

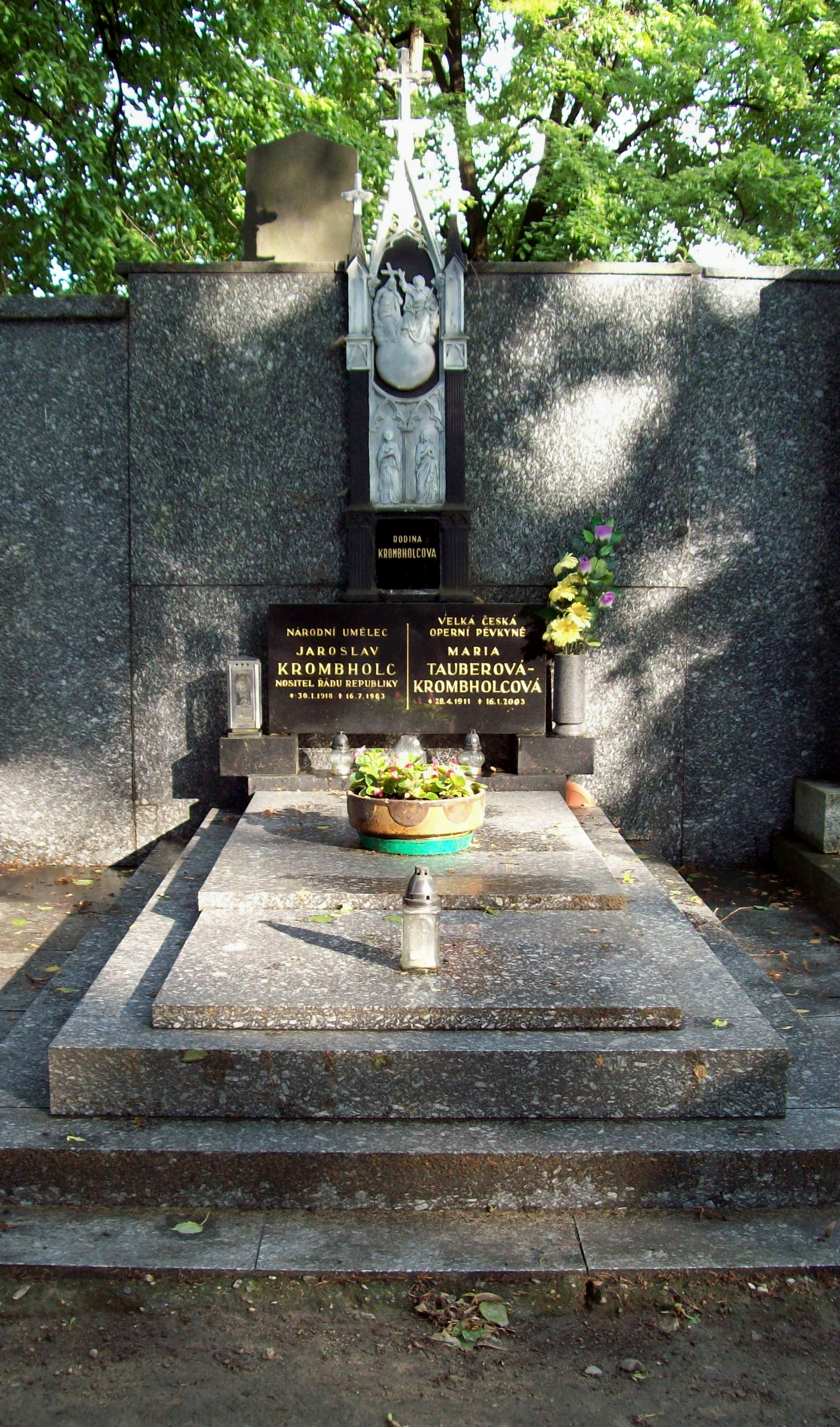
Hrob manželů Krombholcových na hřbitově sv. Václava v Mělníku.

- 1994 Cena Thálie za celoživotní mistrovství v opeře [2]

## Nahrávky
Výběr:
- Dvě vdovy, Bedřich Smetana. Symfonický orchestr Československého rozhlasu, dirigent: Karel Ančerl, Karolína: Maria Tauberová, Anežka: Marie Podvalová, Ladislav: Beno Blachut, Mumlal: Eduard Haken ad. Nahráno 1948. 2CD Společnost Beno Blachuta 2007.
- Rusalka op. 114, Antonín Dvořák. Orchestr a sbor Národního divadle v Praze, dirigent Jaroslav Krombholc, Rusalka: Ludmila Červinková, Princ: Beno Blachut, Vodník: Eduard Haken, Ježibaba: Marta Krásová, Cizí kněžna: Marie Podvalová, Žínka: Maria Tauberová ad. Nahráno 1952, Supraphon 2CD 2005.
- Maria Tauberová, Slavné operní árie, CD Radioservis.